# Tayloria hyalinoides
Tayloria hyalinoides е вид коремоного от семейство Streptaxidae.

## Разпространение
Видът е разпространен в Танзания.